# Little Robots
Little Robots (ou Pequenos Robôs, na TV Brasil) é um desenho animado britânica produzido pela Cosgrove Hall Films, HIT Entertainment e BBC Television, o desenho fala de um mundo embaixo de sucata,onde só vive robôs, cerca de 11 robôzinhos muito amigos, o líder é Toquinho, um robôzinho azul que consertou todos os seus amigos, quando estava quebrado.

## Enredo
A série se passa num universo feito de sucata onde vivem robôs chamados robôzinhos, que estavam quebrados até Toquinho consertar todos seus amigos bem como seu mundo. O mundo em que os personagens vivem é composto de vários metais velhos e enferrujados, e o dia e a noite são controlados através de uma alavanca acionada por Toquinho. Cada episódio sempre é focado em um dos Little Robots passando por aventuras geralmente com a ajuda de seus amigos.

## Personagens
- Toquinho: O líder dos robôzinhos,ele é todo turquesa e pequeno e bastante inteligente. (dublado por Júlia Castro no Brasil.)

- Esporte: Um robô alto e forte,em um dos episódios ele tenta ajudar todos os robôzinhos.

- Bolota: Ela é uma robô amarela e redonda, e também é bastante teimosa em todos os episódios. (dublada por Fátima Noya no Brasil.)

- Irmãs Faísca: São duas robôs gemeas, que adora brincar com seu brinquedo, são também bastante brincalhonas,seus nomes são:Faísca 1 e Faísca 2,a única diferença das duas é a cor do botão no peito de ambas. (dubladas por Márcia Regina e Raquel Marinho no Brasil.)

- Funesto: Um robôzinho vampiro,muito simpático com todos adora dar sustos em todos robôs.

- Ferrugem: Uma robôzinha,muito graciosa e carinhosa,além de ser muito simpática. (dublada por Tânia Gaidarji no Brasil.)

- Listrado: Um robôzinho grande e muito carinhoso e bondoso,anda com o seu ursinho Teddy.)

- Barulhenta: A robô rosa, mais barulhenta de todos,adora fazer barulho com tudo. (Dublada por Nísia Moraes no Brasil)

- Esguicho: Um robôzinho que vive arrumando as sucatas de metais,também muito organizado.

- Bagunceiro: O cão-robô de Toquinho,muito brincalhão está sempre pronto para diversão.

- Bat-Robô: O morcego-robô de estimação do Funesto que mora numa gaiola na casa dele e pouco aparece.

- Pássaros Robôs: Moram em um ninho na casa da árvore de Toquinho e aparecem ocasionalmente como personagens menores.